# Драгоје Лукић
Драгоје Лукић (Милошево Брдо, код Босанске Градишке, 1928 — Београд, 8. септембар 2005) био је учесник Народноослободилачке борбе, српски историчар, специјализован за проучавање геноцида над Србима у НДХ. Посебно се бавио страдањем дјеце са Козаре у логорима НДХ.

## Биографија
Драгоје Лукић рођен је 1928. године у селу Милошевом Брду, код Босанске Градишке, под Козаром. Устаничке 1941. године имао је четири разреда основне школе и двије године ковачког заната. У љето 1942. за вријеме њемачко-усташке офанзиве на Козару, цијела Лукићева породица (осморо одраслих чланова и 20 дјеце) дотјерана је у логор Стара Градишка, гдје је доживјела праву голготу. Седморо Лукића убијено је на јасеновачким стратиштима, међу њима и петеро дјеце. Учесник Народноослободилачког рата (НОР) од 26. августа 1942, од дана када су га партизани, као четрнаестогодишњег дјечака, ослободили из усташког логора за дјецу у Јастребарском. Одрастао је у Петој козарској бригади као курир, политички делегат вода, члан Среског комитета Савеза комунистичке омладине Југославије (СКОЈ) и Окружног одбора Уједињеног савеза антифашистичке омладине Југославије (УСАОЈ) за Козару. У седамнаестој години је постао члан Комунистичке партије Југославије (КПЈ); у седамнаестој години ратни војни инвалид.

### Послератни период
У јуну 1945. године, Драгоје Лукић је у картотеци Диане Будисављевић у Загребу, пронашао свој логорски картон и картоне брата Рајка и сестре Савке. Уз помоћ ове евиденције, успио је да их пронађе и доведе кући. Најмлађег брата Марка пронашао је 1954. у Загребу, у породици Еугеније Шкрњуг, која га је усвојила и спасила. Радио је у Управи државне безбједности (УДБ), односно у Служби за историјску документацију и информисање Савезног секретаријата за унутрашње послове (ССУП), и Музеју револуције народа и народности Југославије (сада Музеј Југославије). У међувремену, завршио је школу Одељења за заштиту народа (ОЗН), матурирао у партизанској гимназији и дипломирао историју умјетности на Филозофском факултету у Београду.
Писањем се бави од 1959. године. Област његовог научног и публицистичког интересовања је егзодус цивилног становништва с подручја Козаре за вријеме њемачко-усташке офанзиве у љето 1942. године, затим страдање дјеце у НДХ у Другом свјетском рату 1941—1945, злочини геноцида над дјецом у систему усташког логора Јасеновац и логорима за дјецу у НДХ, као и учешће Босанске Крајине у НОБ. Био је резервни мајор ЈНА.
Умро је у Београду, 8. септембра 2005. године.

## Изложбе
Аутор је више сталних изложбених поставки на тему НОБ и страдања дјеце у усташким логорима: „Путеви побједе” (Босанска Градишка, 1970), „Борбени пут Пете козарске бригаде” (Касарна „Козара”, Бања Лука, 1972), „Револуционарна прошлост Подградаца” (Горњи Подградци, 1976), „Дјечји логор Јастребарско” (Пионирски центар Јастребарско, 1982) и велике покретне изложбе „Епопеја Козаре” (Београд, 1982) и „Јасеновац 1941—1945” (Спомен подручје Јасеновац, 1986). Као стручни сарадник учествовао је у реализацији сталне музејске поставке „Козара” на Мраковици (1982) и коаутор је сталне изложбене поставке у Меморијалном музеју у Јасеновцу (1988).

## Одликовања и признања
Носилац је Ордена Републике са сребрним венцем, Ордена заслуга за народ са сребрним зрацима, Ордена братства и јединства са сребрним венцем, Ордена за храброст (два пута), Ордена рада са златним венцем и Ордена рада са сребрним венцем. Добитник је награде „4. јул” Савезног одбора СУБНОР-а Југославије за публицистику 1980. године и добитник друштвених признања — Златне плакете општине Босанска Градишка и Плакете града Београда. За књигу „Били су само деца”, добио је Златну плакету „Вечерњих новости” за „Најплеменитији подвиг” у 2000. години.